# Axel Welin (militär)
Axel Gustaf Armand Welin, född den 22 augusti 1899 i Stockholm, död där den 3 juni 1983, var en svensk militär. Han var son till trafikdirektör Gustaf Welin och far till general Gustaf Welin. 
Welin avlade officersexamen 1921 och blev underlöjtnant vid fortifikationen 1923 samt löjtnant där 1926. Han genomgick Artilleri- och ingenjörhögskolans högre kurs 1926–1928, Ridskolan 1929–1930 och Infanteriskjutskolan 1931. Welin befordrades till kapten 1937, till major 1941, till överstelöjtnant 1947 och till överste 1953. Han var lärare vid Krigsskolan på Karlberg 1937–1942, chef för Fältarbetsskolan 1946–1951 och chef för Svea ingenjörkår 1953–1959. Welin var ordförande i Föreningen för fäktkonstens främjande 1952–1955. Han vilar på Solna kyrkogård.

## Utmärkelser
- Riddare av Svärdsorden, 1942.[1]
- Kommendör av Svärdsorden, 6 juni 1957.[2]
- Kommendör av första klass av Svärdsorden, 28 november 1959.[3]